# Koprofília
A szkatofíliának is hívott koprofília (Görög: κοπρος: ürülék) egy olyan parafília, fetisisztikus vágy, ami a szexuális izgalmat az ürülékhez köti. Olyan szexuális perverzió , amelyben a székletürítés vált ki szexuális izgalmat . Bár gyakran ürülékfetisizmusnak nevezik, és gyakran megkülönböztetik a vizeletfetisizmustól , eredetileg mindkettő elemeit tartalmazta. A kiürülő szexuális partnerhez való kötődést parafíliának, magához az ürülékhez való kötődést pedig fetisizmusnak minősítik. Ellentéte az ürüléktől való abnormális irtózás, a koprofóbia. Kialakulhat többek között betegség hatására is, amikor az illető egyén nem képes visszatartani a székletét és ez szexuális élvezettel társul nála.
Gyakran infantilizmus vagy szadomazochizmus kíséretében fordul elő. A koprofil cselekedetekre angol nyelvterületen gyakran az eufemisztikus nehézsport („hard sport”) kifejezést használják, ami a vizelettel kapcsolatos szexuális cselekedetek alatt értett vízi sport („water sport”) fokozott változata. Az egyik leghíresebb koprofil pornószínésznő az osztrák Veronica Moser.

## Változatai
Figyelem! A szócikkbe a koprofágia nem tartozik bele!
Beszékelés WC-n: Az a helyzet, amikor a cselekvő számára a fehérnemű/nadrág széklettel való beszennyezése, egyszerűen szólván a "bekakilás" okoz szexuális élvezetet, és ez a mellékhelységben történik. Angolul "panty poop" vagy "jeans poop" a megnevezése. Egyes esetekben az izgalmat nem csupán az ürülék váltja ki, hanem a ruhaneműk szennyezése, vagy akár WC használatának elmulasztása. Ennek a típusú vonzalomnak deliferizmus a neve. A koprofília kapcsán akkor beszélhetünk deliferizmusról, ha a szennyezés szándékosan történt.
Beszékelés egy, a mellékhelyiségtől távol eső helyen: Azonos az előző változattal, a különbséget a helyszín adja, ugyanis ebben az esetben a mellékhelyiségtől távol valósul megy a székelés. Ebben az esetben is a ruha szennyeződik, tehát jelen lehet a deliferizmus. Előfordulhat akár exhibicionizmus is.
Exhibicionizmus: Az erős székelési inger látványos kimutatása, vagy beszékelés azzal a határozott szándékkal, hogy mások lássák, érezzék a következményeit (pl.: a szagát). Illetve olyan helyzeteket idéznek elő, hogy mások láthassák szennyezett ruháikat. Egy híres példa erre két finn újságírónő, Vappu Kaarenoja, és Aurora Ramö, esete, mikor is a két publicista egy buszúton székelt be, s ezen eseményt írásban is megörökítettek.
Kukkolás: Ez általában székelő, vagy éppen a ruhájukba, vagy a mellékhelyiségtől távol ürítő emberek kukkolását jelenti. Egy alkategóriája ennek az a variáció, mikor a megfigyelt személyeket előzőleg hashajtó hatású készítményekkel megmérgezik.
Meztelen székelés: Ebben az esetben a cselekvést elkövető személy székletének ürítését nem egy erre kirendelt helyen végzi, tehát a wc-től távol, viszont a ruha nem szennyeződik, így nem fordul elő deliferizmus. Amennyiben nyilvánosan történik, kapcsolódhat az exhibcionizmushoz.
Kiegészülés az Urolagnia elemeivel: Az a fajta, (akár a mellékhelyiségben, akár máshol, akár exhibcionizmussal, vagy deliferizmussal kiegészülő) székletürítés, mely társul vizelet ürítésével is, ami az előzőek mellett szintén okozhat szexuális örömöt.